# Brändö, Ekenäs
Brändö är en ö i Finland. Den ligger i Ekenäs skärgård i Finska viken och i kommunen Raseborg i den ekonomiska regionen  Raseborg i landskapet Nyland, i den södra delen av landet. Ön ligger omkring 86 kilometer väster om Helsingfors och 6 kilometer sydsydost om Ekenäs centrum.
Öns area är 30,3 hektar och dess största längd är 1,1 kilometer i öst-västlig riktning.